# Rauvolfia
Genre
Le genre Rauvolfia regroupe des espèces de plantes à fleurs de la famille des Apocynacées, que l'on trouve dans les régions tropicales.
Le genre Rauvolfia a été créé par Linné  en l'honneur du médecin et botaniste allemand du XVIe siècle, Leonhard Rauwolf.
Synonymes :
- (=) Cyrtosiphonia Miq.
- (=) Dissolena Lour.
- (=) Heurckia Müll. Arg.
- (=) Ophioxylon L.
- (=) Podochrosia Baill.
- (=) Rauwolfia L., variante orthographique

La racine de Rauvolfia est utilisée par les populations des contreforts de l'Himalaya pour traiter les morsures de serpent et la folie. Elle est connue sous le nom de sarpagandha dans la médecine ayurvédique.
La découverte en 1952 de la réserpine, un nouvel alcaloïde aux propriétés pharmacologiques importantes, dans le Rauvolfia serpentina Benth. ex Kurz, a suscité un nouvel intérêt dans la chimie des alcaloïdes des plantes
.
Actuellement, cette racine fait l'objet d'une monographie à la 9e édition de la Pharmacopée française.
La réserpine a été très utilisée à partir des années soixante pour ses propriétés neuroleptiques et pour son action antihypertensive. Outre la réserpine, plusieurs composés de Rauvolfia sont utilisés en médecine : réserpinine, déserpidine, ajmalicine, ajmaline. En tout pas moins de 55 alcaloïdes ont été trouvés dans R. sepentina. La plante fait l'objet d'une culture commerciale en Inde.
Les Rauvolfia sont des plantes ligneuses qui croissent dans toutes les régions tropicales du globe.

## Principales espèces
Le genre Rauvolfia compte une soixantaine d'espèces.
- Rauvolfia caffra Sond. , Afrique
- Rauvolfia canescens
- Rauvolfia liberiensis
- Rauvolfia media Pichon, Madagascar
- Rauvolfia micrantha
- Rauvolfia sachetiae
- Rauvolfia sandwicensis
- Rauvolfia serpentina, région Indo-Malaise
- Rauvolfia sevenetii, Nouvelle Calédonie
- Rauvolfia tetraphylla
- Rauvolfia viridis Ti-bois lait; Antilles, nord de l'Amérique du Sud
- Rauvolfia vomitoria Afzel. , Afrique